# 29419 Mládková
29419 Mládková è un asteroide della fascia principale. Scoperto nel 1997, presenta un'orbita caratterizzata da un semiasse maggiore pari a 3,3294949 UA e da un'eccentricità di 0,1012297, inclinata di 2,24993° rispetto all'eclittica.